# Daniel Sánchez Arévalo
Daniel Sánchez Arévalo (Madrid, 24 de juny de 1970), és un guionista i director de cinema, fill de l'actriu Carmen Arévalo i del pintor José Ramón Sánchez.
Guionista professional des de 1993. Ha treballat en sèries de televisió com: Farmacia de Guardia, Querido Maestro i Hospital Central. Va cursar un màster en cinema per la Universitat de Colúmbia (Nova York), on inicià la seva carrera com a director.
Ha fet curtmetratges i rebut més de 200 premis, incloent una nominació als premis Goya, una presentació als Oscars (Física II) i la presència en el festival de cinema de la Mostra de Venècia (La culpa del Alpinista).
El seu primer llargmetratge va ser el film Azuloscurocasinegro, que obtingué 3 premis Goya: a la millor direcció novella, al millor actor de repartiment, i al millor actor revelació.
El 10 de setembre de 2009 es va estrenar la seva pel·lícula Gordos, rodada al llarg de 10 mesos per a reflectir els canvis de pes dels seus protagonistes. Aquesta pel·lícula va ser candidata a representar Espanya en els Oscars 2009.

## Filmografia

### Cinema
| - Dos más (Curtmetratge,2001) (Productor) - ¡Gol! (Curtmetratge,2002) (Guionista, director,productor) - Domingos (Curtmetratge,2003) (Guionista,productor) - Gris (Curtmetratge,2003)(Guionista) - Exprés (2003)(Guionista, director,productor) - Archipiélago (Curtmetratge,2003) (Productor) - Profilaxis (Curtmetratge,2004)(Guionista,director) - Hotel y domicilio (Curtmetratge,2004)(Guionista) - Física II (Curtmetratge,2004)(Guionista,director) - La culpa de l'alpinista (2004)(Guionista,director) - Digital (2005) (Productor) - Azuloscurocasinegro (2006)(Guionista,director) | - Traumalogía (Curtmetratge,2007)(Guionista,director) - Pene (Curtmetratge,2007)(Guionista,director) - Gordos (2009)(Guionista,director) - El mal ajeno (2010)(Guionista) - El premio (Curtmetratge,2010)(Productor) - (Uno de los) primos (Curtmetratge,2010)(Guionista,director) - Primos (2011)(Guionista,director) - Casting (Curtmetratge,2011) - Mapa (2012)(Productor) (Actor) - La gran familia española (2013)(Guionista,director) - Casting (2013) (Actor) |

### Televisió
- Farmacia de guardia (1995) (Guionista)
- Hermanas (1998) (Actor, guionista)
- Ellas son así (1999) (Guionista)
- Abogados (2001) (Guionista)
- Hospital Central (2002-2003) (Guionista)
- Lobos (2005) (Guionista)

## Premis i nominacions
| Any  | Premi                                             | Categoria                           | Títol                    | Resultat   |
| ---- | ------------------------------------------------- | ----------------------------------- | ------------------------ | ---------- |
| 2004 | Premis Goya                                       | Millor curtmetratge de ficció       | Exprés                   | Nominat    |
| 2004 | Mostra de Cinema Llatinoamericà de Catalunya      | Millor curtmetratge                 | Profilaxis               | Guanyador  |
| 2004 | Festival de Curtmetratges de Badajoz              |                                     | Profilaxis               | Guanyador  |
| 2004 | Festival de cinema de Huesca                      |                                     | Física II                | Guanyador  |
| 2006 | Chicago International Film Festival               | Millor Llargmetratge                | Azuloscurocasinegro      | Nominat    |
| 2006 | Tallinn Black Nights Film Festival                | Grand Prize                         | Azuloscurocasinegro      | Guanyador  |
| 2006 | Tallinn Black Nights Film Festival                | Don Quixote Award - Special Mention | Azuloscurocasinegro      | Guanyador  |
| 2006 | Festival de Venècia                               | Label Europa Cinemas                | Azuloscurocasinegro      | Guanyador  |
| 2006 | Festival de Venècia                               | UAAR Award                          | Azuloscurocasinegro      | Guanyador  |
| 2006 | Toulouse Cinespaña                                | Violette d'Or                       | Azuloscurocasinegro      | Guanyador  |
| 2006 | Stockholm Film Festival                           | Best Directorial Debut              | Azuloscurocasinegro      | Guanyador  |
| 2006 | Festival de Cinema Espanyol de Màlaga             |                                     | Azuloscurocasinegro      | Nominat    |
| 2006 | Festival de Cinema Espanyol de Màlaga             | Millor guió                         | Azuloscurocasinegro      | Guanyador  |
| 2006 | Festival de Cinema Espanyol de Màlaga             |                                     | Azuloscurocasinegro      | Guanyador  |
| 2007 | Mons International Festival of Love Films         |                                     | Azuloscurocasinegro      | Guanyador  |
| 2007 | Festival de Cinema Espanyol de Màlaga             | Millor curtmetratge                 | Traumalogía              | Guanyador  |
| 2007 | Premis ACE                                        | Millor Ópera Prima                  | Azuloscurocasinegro      | Guanyador  |
| 2007 | Festival Internacional de Cinema de Santa Bàrbara | Latin American Films                | Azuloscurocasinegro      | Guanyador  |
| 2007 | Premis Goya                                       | Millor director novell              | Azuloscurocasinegro      | Guanyador  |
| 2007 | Premis Goya                                       | Millor guió original                | Azuloscurocasinegro      | Nominat    |
| 2007 | Iberoamerican Short Film Competition              | Premi "La Navaja de Buñuel"         | Azuloscurocasinegro      | Guanyador  |
| 2008 | Iberoamerican Short Film Competition              | Millor curtmetratge                 | Traumalogía              | 2a posició |
| 2009 | Monte-Carlo Comedy Film Festival                  | Millor guió                         | Gordos                   | Guanyador  |
| 2009 | Stockholm Film Festival                           | Bronze Horse                        | Gordos                   | Nominat    |
| 2010 | Premis Goya                                       | Millor guió original                | Gordos                   | Nominat    |
| 2014 | Premis Goya                                       | Millor director                     | La gran familia española | Nominat    |
| 2014 | Premis Goya                                       | Millor guió original                | La gran familia española | Nominat    |
| 2014 | Fotogramas de Plata                               | Millor pel·lícula espanyola         | La gran familia española | Nominat    |